# 都哇
都哇（？—1306年），又译篤哇、都瓦、都阿、朵瓦、朵哇、都勒斡、秃呵等。蒙古帝国察合台汗国第九代汗，八剌的兒子，抹土干曾孙，1282年至1306年在位。

## 生平
都哇是察合台汗国君主八剌之次子，其父死后国内发生内乱。1272年，都哇在窝阔台汗国君主海都的扶植下继位。此后，都哇追随海都进攻天山南北，参与其反对元帝国的战争。
1275年，忽必烈下令追回原颁给两汗国君主的金牌，标志着双方关系彻底决裂。同年都哇率军12万进逼火州（今中国新疆吐鲁番地区）（火州之戰）。八月，忽必烈任命那木罕为阿力麻里总管，由安童辅佐，率军抵御。次年，元军将领昔里吉、脱铁木儿等发动兵变，抓获那木罕和安童，昔里吉自立为帝，回师进攻和林。海都同都哇等乘机攻占阿力麻里等地。
此后数年中，都哇多次率军进攻别失八里地区，与元军将领伯顏、綦公直等长期战争。1287年，海都联合蒙古东部以乃颜为首的诸王，再次进攻和林。1289年，海都和都哇联军一度占领和林，但听闻忽必烈已经平定乃颜叛乱並前来亲征的消息后撤回中亚。
1295年，伊儿汗国内乱，合赞汗继位，都哇、海都联军遂南下攻占呼罗珊地区，1297年，都哇继续南下，攻占德里蘇丹國的拉合尔，并封其子忽都鲁火者为当地统治者。
1298年，都哇、海都联军又将注意力转向东线，击败并俘虏汪古部首领，元朝驸马阔里吉思。
1301年，海都纠合诸王四十人，越过金山再度進兵蒙古，先在鐵堅古山之戰失利，又在合剌合塔山之戰擊敗元軍，就在元軍指揮官晉王甘麻剌下令棄守之際，佔據上風兵臨哈拉和林的海都汗卻突然帶領聯軍撤退。這場衝突對於西北宗藩的關係有决定性的影響。戰後海都逝世，兀儿秃之战，都哇也中箭瘫痪。海都死后，都哇扶植海都之子察八儿登上汗位，反过来控制了窩闊台汗國。
1302年，欽察汗脫脫和白帳汗伯颜出兵，與元成宗的軍隊聯合進攻篤哇和察八兒。篤哇在与钦察汗脱脱汗的战斗中失败，陷入四面为敌的境地。
1303年，都哇和察八兒與元成宗成功講和，使西北長期動亂局面有所改觀，至此元朝在名義上成為其它汗國的宗主，四大汗國一致承認元朝皇帝是成吉思汗皇位的合法繼承人。
1304年，察合台汗国和窩闊台汗國的聯盟崩潰了，都哇遣使到元朝，联合对付窩闊台汗國。都哇在元朝的支持下掠夺窝阔台汗国西部城池，元朝怀宁王海山亦袭击窝阔台汗国东部。
1306年，察八兒被海山击败，逃奔都哇，依附察合台汗国。都哇恢复了被海都生前侵占的察合台汗国的领土。同年都哇再次派軍攻打德里蘇丹國卡爾吉王朝，大敗而回。
1307年，都哇去世，元朝册封其子宽阇继位，此時中亞混亂，汗國無力征戰，期間德里蘇丹國收復被察合台汗国所佔的舊都拉合爾。

## 兒子
- 寬闍
- 也先不花
- 怯別
- 燕只吉台
- 都來帖木兒
- 答兒麻失里
- 額不堅（敞失、也孫帖木兒之父）
- 伊斯門雷特倫（拜延忽里之父）
- 埃米尔火者（禿忽魯帖木兒之父）

## 延伸阅读
[在维基数据编辑]
 《新元史/卷107》，出自柯劭忞《新元史》